# طوابع الفن الزخرفي (آرت ديكو)
طوابع الفن الزخرفي (آرت ديكو)، هي طوابع بريد مصممة على طراز الفن الزخرفي، الذي كان أسلوب تصميم عالمي شائع في عقد العشرينيات وحتى عقد الثلاثينيات من القرن العشرين. ويتميز هذا الطراز باستخدام "الزخارف الهندسية والأشكال المنحنية والخطوط العريضة المحددة بدقة والألوان الجريئة في كثير من الأحيان"، والافتتان بالآلات والحداثة. وقد أثر هذا الطراز بقوة على العمارة المعاصرة والآثاث والتصميم الصناعي والكتب والملصقات. سُمّي هذا الفن الزخرفي (آرت ديكو) بهذا الاسم بعد معرض عام 1925 في معرض باريس الدولي للفنون الزخرفية والصناعية الحديثة (المعرض الدولي للفنون الصناعية والزخرفية الحديثة) الذي خصصت له الجمعية الأمريكية للموضوعات الموضعية فلم فيديو مطول. استمر المعرض من شهر أبريل إلى شهر أكتوبر من عام 1925، وعرض العديد من القطع الفنية المزخرفة على الطراز الجديد. كما عُثر على أمثلة من هذا الطراز في أوائل عقد العشرينيات.

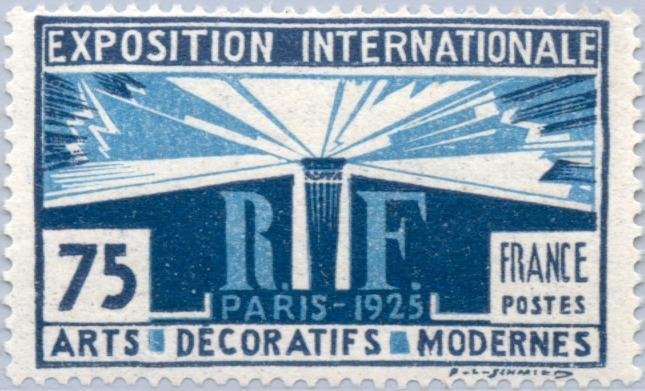
أحد الطوابع الخاصة بمعرض باريس الدولي للفنون الزخرفية لعام 1925 الذي أقيم في باريس عام 1925 بقيمة 75 سنتاً

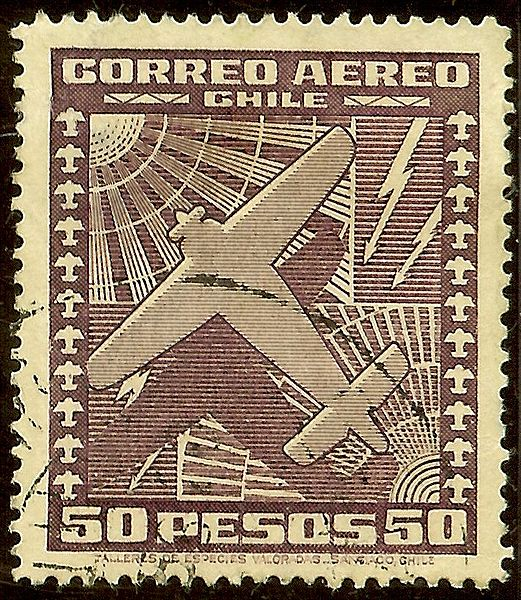
طابع بريد إصدار 1935م

كما أثر أسلوب فن الزخارف (الآرت ديكو) على تصميم طوابع البريد في عدد من البلدان في عقدي العشرينات والثلاثينات. وكان أحد محاور اهتمام فن (الآرت ديكو) هو النقل والآلات، وخاصة الطائرات، وغالباً ما كانت طوابع البريد الجوي في تلك الفترة مصممة على هذا النمط. أظهرت الطوابع من بعض البلدان تأثيراً قوياً لفن (الآرت ديكو)، بينما كان هذا التأثير غائباً أو بالكاد ملحوظاً في بلدان أخرى. تشمل البلدان التي تأثرت تصاميم طوابعها أكثر من غيرها بفن (الآرت ديكو) عددًا من البلدان الأوروبية، مثل فرنسا وهولندا، بالإضافة إلى العديد من بلدان أمريكا اللاتينية، وخاصة المكسيك والبرازيل وشيلي. وعلى النقيض من ذلك، اتبعت طوابع الولايات المتحدة وبريطانيا العظمى التصميم التقليدي ولم يظهر عليها تأثير يذكر لهذا الطراز الجديد.

## جمع طوابع فن الآرت ديكو
إن جمع الطوابع حسب الفئة أو المواضيع" هو "جمع الطوابع البريدية المتعلقة بموضوع أو مفهوم معين. وقد اعتُرف بفئة طوابع فن زخارف (الآرت ديكو) كأحد هذه المواضيع التي خصصت لها الجمعية الأمريكية للطوابع الموضوعية فلم فيديو مطول.
ظهر أسلوب الآرت ديكو في الأصل في أوروبا وأقدم طوابع الآرت ديكو من الدول الأوروبية في عقد العشرينيات من القرن العشرين. واستخدم هذا الطراز في بعض دول أمريكا اللاتينية ابتداءً من منتصف عقد الثلاثينيات، ولكنه لم ينتشر في الولايات المتحدة التي ظلت تصاميم طوابعها تقليدية ومحافظة. تشمل طوابع الفن الزخرفي (الآرت ديكو) البارزة في هذه الفترة ما يلي، وبعضها من روائع هذا الطراز الصغيرة:
- فرنسا: في عام 1925، أصدرت فرنسا مجموعة من الطوابع البريدية لإحياء ذكرى المعرض الدولي للفنون الزخرفية والصناعية الحديثة، كما احتفل بمجموعة طوابع بريد تتضمن صور رائعة على طراز الآرت ديكو لرأس امرأة أفريقية تحتها حروف مسطرة داخل خطوط مسطرة، وهي أداة شائعة على طراز الآرت ديكو.
- ألمانيا: في عام 1925، أصدرت ألمانيا طابعًا بريديًا يعرض "عجلة مرور" أو دائرة مرور على طراز فن الآرت ديكو احتفالاً بذكرى معرض النقل الألماني فيركهراوسستيلونج مونشن أو معرض ميونيخ للنقل لعام 1925. وفي عام 1934، أصدرت صورة أخرى لافتة للنظر، وهي عبارة عن يدين تقبضان على قطعة من الفحم، في إشارة إلى استفتاء السار الذي عُقد في العام التالي والذي سيحدد إعادة توحيد المنطقة الغنية بالفحم مع ألمانيا.
- هولندا: أظهرت طوابع هولندا تأثير أسلوب الآرت ديكو في وقت مبكر من منتصف عقد العشرينيات من القرن العشرين، عندما أصدرت البلاد طابعين تكريمًا للذكرى المئوية لجمعية قوارب النجاة الهولندية. صورت الطوابع قوارب منمقة للغاية في حالة استغاثة وقارب نجاة، مع حروف تظهر بعض التأثيرات من الطراز. وصدر طابع بريد جوي مثلث الشكل في عام 1933، يصور طائرة فوكر باندر، وكان محاطًا بإطار ذي حروف جريئة من الطراز نفسه. في عام 1934، أصدرت كوراساو، التي كانت آنذاك مستعمرة تابعة لهولندا، أحد طوابع الآرت ديكو المميزة على الإطلاق، وهو طابع بريد جوي يحمل صورة منمقة للغاية للإله الرسول هيرميس.

## أنظر أيضاً
- تصميم طابع البريد
- جمع الطوابع حسب الموضوع
- طابع الزئبق الأحمر